# Aerenicopsis mendosa
Aerenicopsis mendosa är en skalbaggsart som beskrevs av Martins och Maria Helena M. Galileo 1998. Aerenicopsis mendosa ingår i släktet Aerenicopsis och familjen långhorningar.
Artens utbredningsområde är Honduras. Inga underarter finns listade i Catalogue of Life.